# Alberto Sordi
Alberto Sordi (Roma, 15 de junio de 1920-ibídem, 24 de febrero de 2003) fue un actor, director y guionista italiano. Junto con Marcello Mastroianni, Ugo Tognazzi, Nino Manfredi y Vittorio Gassman fue uno de los grandes nombres de la commedia all'italiana además de portavoz de la romanidad en la cinematografía italiana.

## Biografía y carrera
Era el cuarto hijo de Pietro Sordi, un profesor de música, que tocaba la tuba en la orquesta del Teatro de la Ópera de Roma, y de Maria Righetti, una maestra. Nace en el barrio popular del Trastévere, en Roma, el mismo de Claudio Villa y de muchos otros artistas de la posguerra.

### Sus primeras experiencias: Extra, doblador, actor de revista y de radio
Ya en la escuela primaria empieza a improvisar pequeñas obras con un teatro de marionetas para un público de su misma edad, además de cantar como soprano en el coro de voces blancas de la Capilla Sixtina dirigido por Lorenzo Perosi. En 1936 graba un disco de cuentos para niños, que encarga la casa discográfica Fonit y con lo que gana deja las clases en el Instituto de Comercio y se traslada por un breve tiempo a Milán, donde estudia dicción. De allí será expulsado, al parecer a causa de su acento dialectal romano (mucho más tarde, el 27 de abril de 1999, se le concedió un diploma ad honorem). Sin embargo, obtuvo el título más adelante, presentándose como alumno libre.
De regreso a Roma, en 1937 encuentra trabajo como extra en Cinecittà (en la superproducción Escipión el Africano de Carmine Gallone, en un papel de soldado romano) y gana un concurso de Metro-Goldwyn-Mayer para doblar la voz de Oliver Hardy (primero se hizo llamar Albert Odisor, con Mauro Zambuto que doblaba en italiano a Stan Laurel). Trabaja en esto hasta 1951 doblando a Bruce Bennett, Anthony Quinn, John Ireland, Robert Mitchum, Pedro Armendáriz y, entre los italianos, a Franco Fabrizi y hasta a Marcello Mastroianni en sus comienzos.
Su voz es muy reconocible también en la obra maestra de Vittorio de Sica Ladri di biciclette (1948), en la película de Alessandro Blasetti Prima comunione (1950) y en el curioso film Los pingüinos nos miran (1956) dirigido por Guido Leoni, en el que los animales de la película hablan con voces de actores famosos. Por una extraña curiosidad, como actor solo fue doblado por otros actores dos veces: en Cuori nella tormenta dirigida por Carlo Campogalliani en 1940, doblado por Gualtiero De Angelis, y en Il Passatore de Duilio Coletti en 1946, donde interpretando el papel de un bandido, le prestó la voz Carlo Romano.
En el teatro, tras el fracaso con la compañía de Aldo Fabrizi y Anna Fougez en 1937 en el espectáculo San Giovanni, se dedicó a la revista como bailarín de fila de la compañía de Guido Riccioli y Nanda Primavera en 1939 con el espectáculo Ma in campagna è un'altra... rosa.
Otras obras conocidas fueron Imputati... alziamoci! (1945) de Michele Galdieri, Soffia so... (1946) de Pietro Garinei y Sandro Giovannini, y finalmente, en la temporada de 1953, Gran baraonda que volvieron a dirigir Garinei y Giovannini, que será su última aparición de teatro, junto con Wanda Osiris, a la que dirigirá en 1973 en una secuencia de su película Esa rubia es mía.
Gracias a la radio, durante la temporada 1947-1948, empieza a hacerse famoso con algunos programas donde crea algunos personajes que alcanzan una gran popularidad. Uno de esos, Mario Pío lo interpretará en la primera película de Mauro Bolognini, Los esperamos en la galería de 1953. También con origen radiofónico en 1947, rodará Il vento mi ha cantato una canzone de Camillo Mastrocinque, junto a Loris Gizzi, Galeazzo Benti y Laura Solari, donde interpreta el papel del amigo de un cantante en busca de fama nacional en un programa de la ficticia '"Radio Sibilla".

### Su carrera cinematográfica
Durante diez años tendrá pequeños papeles en veinte películas, salvo I tre aquilotti de Mario Mattòli, en la que era uno de los protagonistas, en la película de Camillo Mastrocinque ya mencionada, y en la que trabajaba con el actor genovés Gilberto Govi y con Walter Chiari en el papel de un empresario argentino en Che tempi!, versión cinematográfica de la comedia Pignasecca e Pignaverde de Emerico Valentinetti. Destaca en 1951 con una película de Roberto Savarese, con guion de Cesare Zavattini, producida por Vittorio De Sica, Mamma mia che impressione!. Entre estas películas desconocidas podemos citar una película redescubierta hace poco: Via Pádova 46, de Giorgio Bianchi (1953), en la que Sordi interpreta el papel de un cursi vecino de casa del pobre Peppino De Filippo, un modesto empleado que buscaba una aventura sentimental con una muchacha.
Entre 1952 y 1955 Sordi alcanza el estrellato dentro del mundo del cine, con dos películas de Federico Fellini: El jeque blanco (1952) y Los inútiles (1953). Luego seguirán otras tres películas dirigidas por Steno: Un día en el juzgado (1953), Un americano en Roma (1954) y Piccola posta (1955), en la que interpretará su personaje del joven un poco cobarde, oportunista, aprovechado, indolente, vago, infantil y anti-idealista que lo acompañará durante los años 1950. Su popularidad se hace enorme, aunque en sus comienzos nadie creyera en él (los empresarios que alquilaban las películas, al principio, no querían que su nombre apareciera en los carteles porque opinaban que al público no le gustaba) y Alberto Sordi empieza a rodar entre 8 y 10 películas cada año.
Con la llegada de la llamada comedia italiana dio vida a muchos personajes casi todos negativos de "típico italiano", poco edificantes pero que se correspondían a una realidad evidente, dibujados con una cierta malicia pero siempre valorables debido a su característica dicción. Con frecuencia colaboró en los temas y guiones de las películas en las que participaba (casi 150) y en todas las que dirigió (19). Sordi, con una carrera de más de cincuenta años ha creado un completo muestrario de la historia de los valores y de las costumbres del italiano típico, desde el periodo de la guerra hasta nuestros días, con algunas bajezas, pero en el fondo, justificado por su buen corazón, y por su capacidad de soñar con los ojos abiertos.
Resulta prácticamente imposible enumerar todas sus interpretaciones, pero hay que citar al menos algunos personajes que han pasado a la historia de la comedia italiana: entre estos el maestro suplente Impallato, que descubre a un alumno con unas características excepcionales para la canción lírica y lo explota para obtener fama y riqueza en Bravissimo (1955) de Luigi Filippo d'Amico; el gondolero de Venecia, la luna y tú (1958) de Dino Risi; el marido vejado por su mujer y endeudado en Il vedovo (1959), también de Risi junto a Franca Valeri, o el despreciable componente de una comisión censora que juzga despiadadamente carteles y películas picantes y en privado contrata con fines inmorales bailarinas de night-club en Il moralista (1959) de Giorgio Bianchi. 

Alberto Sordi, 1962.

Tras la conmovedora obra maestra de Mario Monicelli La gran guerra (1959) en la que representa a un soldado vago y escaqueador, que se ve obligado a morir como un héroe sin desearlo, demuestra que tiene un talento extraordinario cuando se sumerge psicológicamente en personajes dramáticos y a veces francamente grotescos. A partir de los años 1960 podemos citar al subteniente Innocenzi de Todos a casa (una de las mejores comedias de Luigi Comencini, rodada en 1960), al guardia de tráfico inflexible con los débiles y siempre dispuesto a arrodillarse ante el poderoso de turno en El alcalde, el guardia y la jirafita (1960) de Luigi Zampa –junto a Vittorio De Sica y Sylva Koscina–, al periodista de Una vida difícil (1961) de Dino Risi –compartiendo cartel con la excelente Lea Massari–, al industrial en bancarrota dispuesto a vender un ojo para reajustar sus finanzas y contentar a una mujer demasiado exigente en Il Boom (1963) de Vittorio De Sica; el médico de la mutua dispuesto a cualquier compromiso para entrar a trabajar en una clínica de lujo en las dos películas Il medico della mutua (1968) de Luigi Zampa y El Prof. Dott. Guido Tersilli, primario de la clínica Villa Celeste, en acuerdos con los seguros (1969) de Luciano Salce; el editor que sale a la búsqueda del cuñado perdido en África en Riusciranno i nostri eroi a ritrovare l'amico misteriosamente scomparso in Africa? (1968) de Ettore Scola; el geómetra encarcelado sin motivo mientras estaba de vacaciones de Detenuto in attesa di giudizio (1971) de Nanni Loy, por el que consiguió en 1972 el Oso de Oro en el Festival Internacional de Cine de Berlín); el damnificado que una vez al año junto con la mujer (Silvana Mangano) organiza interminables juegos de naipes en la villa lujosa de una rica y estrafalaria señora con secretario y examante que la siguen (Bette Davis y Joseph Cotten) en Lo scopone scientifico (1972) de Luigi Comencini, hasta el terrible, y por muchas razones insostenible, papel en Un borghese piccolo (1977) de Mario Monicelli, que representa su punto más dramático y malvado. Con Monicelli recitará nuevamente en el doble, burlón y amargo papel sostenido en una olvidable comedia de 1981: Il marchese del Grillo.
Actuará, con resultados diversos, en algunos textos literarios y teatrales clásicos, como los de Molière en El enfermo imaginario de 1979 y El avaro de 1990, ambos dirigidos por Tonino Cervi) y Romanzo di un giovane povero, de 1995, por Ettore Scola, que en 2003, después de la muerte de Sordi, le dedicará la película Gente di Roma.
Sordi fue premiado con cinco Nastro d'Argento y con siete David de Donatello, y en 1995 obtiene el prestigioso León de Oro por su carrera cinematográfica en el Festival de Venecia.

### Filmografía como director
Dirigió 19 películas, a partir del 1966. La primera fue Fumo di Londra, basado en los convencionalismos de comportamiento y sociales de un italiano expatriado temporalmente (tema ya afrontado por Gian Luigi Polidoro) y Scusi, lei è favorevole o contrario? retrato de un adinerado comerciante de telas, separado de su mujer, con tantas amantes para mantener como son los días de la semana en una Italia de los años 1960 sacudida por las polémicas sobre el referéndum sobre el divorcio.
Obtiene buenos resultados en tres películas junto a Monica Vitti, Amore mio aiutami (1969), Polvere di stelle (1973) y Yo sé que tú sabes que yo sé (1981).
Sus mejores trabajos detrás de la cámara son: su obra maestra Un italiano in America (1967), junto a Vittorio De Sica, y el episodio Le vacanze intelligenti de la obra colectiva Dove vai in vacanza? (1978). Memorables son el personaje del taxista en las dos películas Il tassinaro (1983), donde realiza duetos cómicos con el mismo presidente de Italia Giulio Andreotti y con el viejo amigo Federico Fellini), y Un tassinaro a New York (1987). Muy interesante la colaboración con Carlo Verdone, considerado por muchos su heredero natural (con estilos y temáticas diferentes) en los filmes In viaggio con papà (1982) y Troppo forte (1986). 
Pero su película preferida, entre las dirigidas, es la melancólica Nestore, l'ultima corsa (1993), donde interpreta un cochero reacio a llevar su caballo al matadero. Las imágenes del matadero son de una dureza desconcertante y de verdad inéditas para una película de Sordi.
La última película que dirige es la mediocre y desafortunada Incontri proibiti (1998) junto a Valeria Marini y Franca Faldini, presentado en 2002 en cine y televisión con montaje diferente y otro título, Sposami papà.

### Las canciones y la televisión
Hay que destacar la fructífera colaboración artística con el guionista Rodolfo Sonego, que trabajó en muchas películas suyas desde 1954 (Il seduttore de Franco Rossi es su debut) y con el compositor Piero Piccioni, que ha firmado muchas de las bandas sonoras de sus películas más famosas, como algunas de sus famosas canciones irreverentes y un poco maliciosas. Colabora además junto al periodista Giancarlo Governi, a partir de 1979, a realizar la apreciada transmisión Storia di un italiano, y no deja de participar en muchos programas de televisión (como Studio Uno, junto a la cantante Mina, en 1966) donde demostraba gran sarcasmo y buen humor.
El día de su 80⁰ cumpleaños, el 15 de junio del 2000 el alcalde de Roma, Francesco Rutelli, le cede por un día el "cetro" de la ciudad de la que fue nombrado hijo predilecto, y de la que se había burlado mostrando vicios y falsas virtudes.

### Vida personal
Sordi fue discreto sobre su vida privada. A pesar de nunca haberse casado ni tenido hijos, Sordi estuvo en varias relaciones, incluido un romance de nueve años con la actriz Andreina Pagnani.
Sordi se crio como católico.
Sordi también fue un gran seguidor del equipo de fútbol AS Roma. Esto fue algo por lo que expresó su afición en algunas de sus películas.

### Fallecimiento
Después de una larga enfermedad, Sordi muere el 25 de febrero de 2003, a la edad de 82 años. Los restos son trasladados a la sala de armas del Campidoglio, donde por dos días recibió el homenaje ininterrumpido de una multitud inmensa; el 27 de febrero de 2003 se celebran funerales solemnes en la Plaza San Giovanni, delante de casi 300.000 personas. Después será enterrado en la tumba de familia. La vida privada de Sordi fue siempre llevada con extrema discreción y reserva: ningún enlace sentimental oficial, ningún matrimonio contraído, vivió siempre en su casa junto con sus hermanas Savinia (muere en 1972) y Aurelia, con su hermano Giuseppe, su administrador y con la secretaria Annunziata que actualmente está encargada de sus archivos personales.
Con motivo del centenario de su nacimiento, se estrenó a principios de 2020 la película Permette? Alberto Sordi dirigida por Luca Manfredi. 

## Filmografía

### Como actor
- 1937
  - Escipión el Africano (Scipione l'Africano) de Carmine Gallone.
  - Il feroce Saladino
- 1938: La principessa Tarakanova (junto a Anna Magnani y Ludmila Tcherina.
- 1939: La notte delle beffe
- 1940: Cuori nella tormenta
- 1941: Le signorine della villa accanto
- 1942
  - Giarabub
  - La signorina
  - I tre aquilotti
  - Casanova farebbe così!
- 1943
  - Sant'Elena piccola isola
  - Chi l'ha visto?
- 1944
  - Tre ragazze cercano marito
  - Circo equestre Za-Bum (episodio Galop finale al circo)
- 1945
  - L'innocente Casimiro
  - Le miserie del signor Travet
- 1946: Il Passatore
- 1947
  - El delito de Giovanni Episcopo (Il delitto di Giovanni Episcopo), de Alberto Lattuada
  - Il vento mi ha cantato una canzone
- 1948
  - Che tempi!
  - Bajo el sol de Roma (Sotto il sole di Roma), de Renato Castellani
- 1951
  - Mamma mia, che impressione!
  - Cameriera bella presenza offresi...
- 1952
  - E' arrivato l'accordatore (también conocida como Zero in amore)
  - Totò e i re di Roma
  - El jeque blanco (Lo sceicco bianco)
- 1953
  - Los inútiles (I vitelloni)
  - Canzoni, canzoni, canzoni (episodio Io cerco la Titina)
  - Los esperamos en la galería (Ci troviamo in galleria)
  - Las noches de Cleopatra (Due notti con Cleopatra) junto a Sophia Loren
  - Amori di mezzo secolo (episodio Dopoguerra 1920)
  - Un día en el juzgado (Un giorno in pretura)
- 1954
  - Nuestros tiempos (Tempi nostri) (episodio Scusi, ma..., que falta en la versión actual de la película, encontrado y proyectado en 2004)
  - El matrimonio (Il matrimonio)
  - Via Pádova 46
  - Tripoli, bel suol d'amore (también conocida como I quatro bersaglieri)
  - Gran Varietà (episodio Fregoli)
  - L'allegro squadrone (también conocida como Alberto, il marmittone)

- - Il seduttore

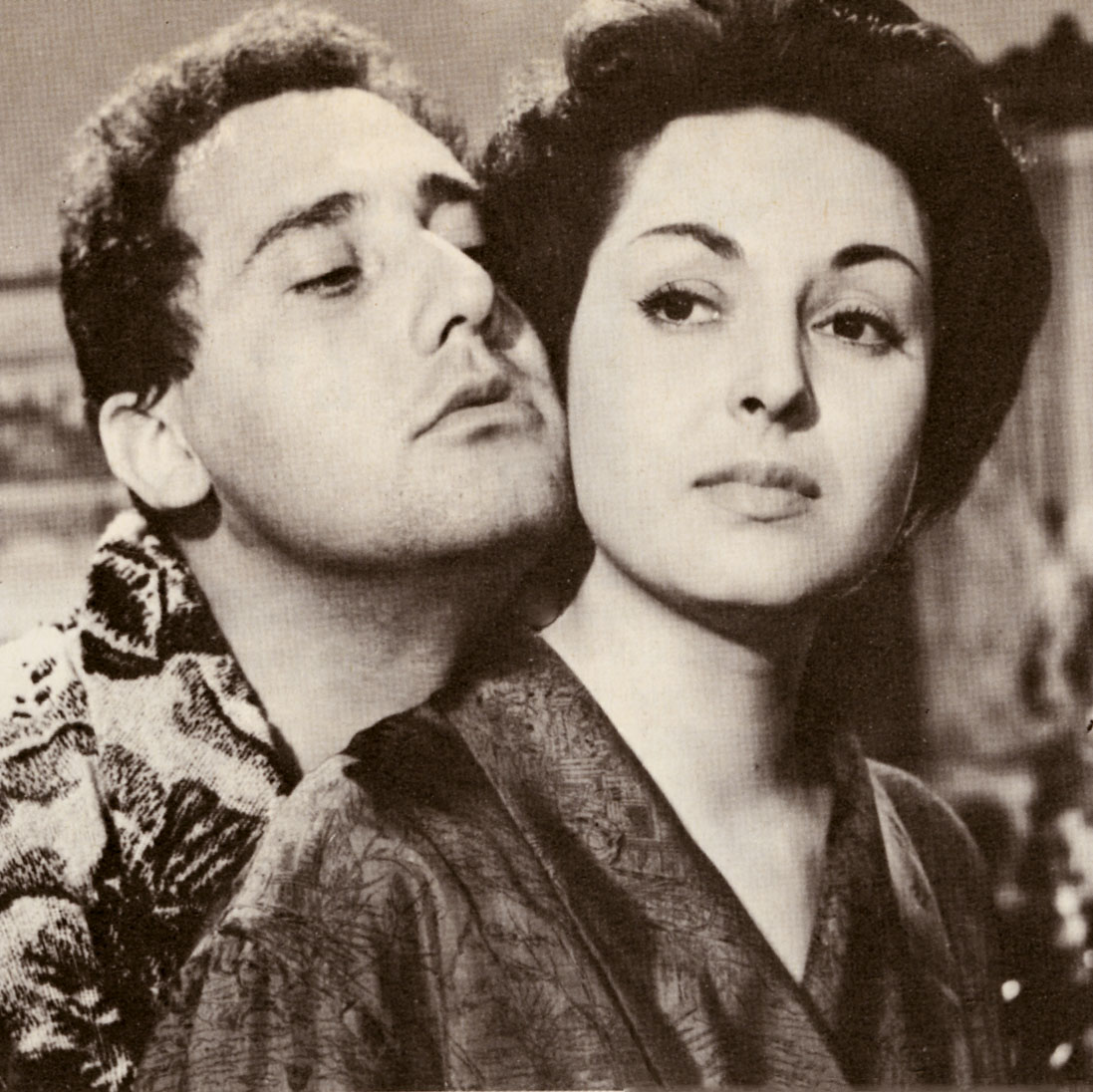
Con Lea Padovani (1923 - 1991) en Il seduttore.

  - Un día en la comisaría (Accadde al commissariato)
  - Una parigina a Roma
  - Un americano en Roma (Un americano a Roma)
  - L'arte di arrangiarsi ("El arte de apañarse") de Luigi Zampa
- 1955
  - El signo de Venus (Il segno di Venere) de Dino Risi
  - Buenas noches, abogado (Buonanotte... avvocato!)
  - Un héroe de nuestro tiempo (Un eroe dei nostri tempi)
  - La bella de Roma (La bella di Roma) de Luigi Comencini, junto a la entrañable Silvana Pampanini.
  - La cárcel de los líos (Accadde al penitenziario)
  - Bravissimo
  - Piccola posta
  - El soltero (Lo scapolo) de Antonio Pietrangeli
  - Los papagayos (I pappagalli)
- 1956
  - Guardias de Roma (Guardia, guardia scelta, brigadiere e maresciallo)
  - Mio figlio Nerone ("Mi hijo nerón"), al lado de la mítica Gloria Swanson y de una jovencísima Brigitte Bardot.
  - Con su permiso papá (Mi permette, babbo!) de Mario Bonnard.
  - Cuatro pasos por las nubes (Sous le ciel de Provence)
  - Arrivano i dollari!
- 1957
  - Vacaciones en Italia (Souvenir d'Italie)
  - El conde Max (Il conte Max) de Giorgio Bianchi, reversionando uno de los clásicos del cine italiano de los años 30 ("Bajo aristócrata disfraz" o "El conde Max" de 1937, dirigida por Mario Camerini.
  - Adiós a las armas (A farewell to Arms) junto a Jennifer Jones y Vittorio de Sica en el fallido remake de la gloriosa versión que en 1932 rodara Frank Borzage con Gary Cooper y Helen Hayes sobre la novela de Hemingway.
  - El médico y el curandero (Il medico e lo stregone)
  - Ladro lui, ladra lei
- 1958
  - El marido (Il marito) de Luigi Zampa
  - Fortunella
  - Domenica è sempre domenica
  - Le septième ciel
  - Venecia, la luna y tú (Venezia, la luna e tu)
  - Cuentos de verano (Racconti d'estate)
  - Infierno en la ciudad (Nella città l'inferno)
- 1959 de Renato Castellani, en medio de un excelente duelo interpretativo entre las míticas Giulietta Masina y Anna Magnani
  - Oh, qué Mambo!
  - Policarpo, calígrafo diplomado (Policarpo, ufficiale di scrittura)
  - Il moralista
  - I magliari
  - Vacaciones en Cortina D'Ampezzo (Vacanze d'inverno)
  - Costa Azzurra
  - La Gran Guerra (La grande guerra) con Vittorio Gassman y Silvana Mangano.
  - Il vedovo
  - Brevi amori a Palma di Majorca
  - Gastone
- 1960
  - Todos a casa (Tutti a casa)
  - El alcalde, el guardia y la jirafita (Il vigile)
  - Crimen en Monte Carlo (Crimen)
- 1961 de Jean Boyer
  - The Best of Enemies
  - El juicio universal (Il giudizio universale) de Vittorio de Sica.
  - Una vida difícil (Una vita difficile)
- 1962
  - El comisario (Il commissario)
  - El poder de la Mafia (Mafioso)
  - El diablo (Il diavolo)
- 1963
  - El especulador (Il boom)
  - Il maestro di Vigevano
- 1964
  - Mi señora (La mia signora)
  - Il disco volante
- 1965
  - Tres perfiles de mujer (I tre volti) (episodio Latin Lover)
  - Aquellos chalados en sus locos cacharros (Those magnificent men in their flying machines, or How I flew from London to Paris in 25 hours and 11 minutes) de Ken Annakin junto a un espectacular número de estrellas del cine estadounidense y británico.
  - Los complejos (I complessi) de Dino Risi.
  - Espeluznante (Thrilling) (episodio L'autostrada del sole)
  - Made in Italy (2° episodio del 2° capítulo, La famiglia) de Nanni Loy.
- 1966
  - Smoke Over London (Fumo di Londra)
  - Ni hablar de nuestros maridos (I nostri mariti) (episodio Il marito di Roberta)
  - Las cuatro brujas (Le Fate) (episodio Fata Marta), de entre las mejores comedias de episodios italianas de los 60
  - El gran amante (Scusi, lei è favorevole o contrario?)
- 1967
  - Las brujas (Le streghe) (episodio Senso civico)
  - Un italiano in America
- 1968
  - El médico de la mutua (Il medico della mutua)
  - Mister Sabatini... Africa... allá vamos (Riusciranno i nostri eroi a ritrovare l'amico misteriosamente scomparso in Africa?)
- 1969
  - Amor mío, ayúdame (Amore mio, aiutami)
  - El poder no perdona (Nell'anno del Signore)
  - Doctor Tersilli, médico de la clínica Villa Celeste, afiliada a la mutua (Il Prof. Dott. Guido Tersilli, primario della clínica Villa Celeste, convenzionata con le mutue)
- 1970
  - Revuelta general (Contestazione generale) (episodio Il prete)
  - El Presidente del Borgoroso F.C. (Il presidente del Borgorosso Football Club)
  - Tres parejas (Le coppie)
- 1971
  - Detenido en espera de juicio (Detenuto in attesa di giudizio)
  - Bello, honesto, emigrado a Australia quiere casarse con chica intocada (Bello, onesto, emigrato Australia sposerebbe compaesana illibata) junto a Claudia Cardinale
- 1972
  - Sembrando ilusiones (Lo scopone scientifico)
  - La più bella serata della mia vita
- 1973
  - Anastasia, mi hermano (Anastasia mio fratello ovvero il presunto capo dell'anonima assassini)
  - Esa rubia es mía (Polvere di stelle)
- 1974: Mientras hay guerra hay esperanza (Finché c'è guerra c'è speranza)
- 1975: Los signos del Zodíaco (Di che segno sei?) (episodio Il fuoco)
- 1976
  - Común sentido del pudor (Il comune senso del pudore) (primer episodio)
  - Ciertos pequeñísimos pecados (Quelle strane occasioni) (episodio L'ascensore)
- 1977
  - Un burgués pequeño pequeño (Un borghese piccolo piccolo)
  - Que viva Italia! (I nuovi mostri) (episodios First Aid, Come una regina y L'elogio funebre)
- 1978 junto a los grandes del cine italiano (Mastroianni, Gassman, etc)
  - Vicios de verano (Dove vai in vacanza?) (episodio Le vacanze intelligenti)
  - El gran atasco (L'ingorgo)1979 de Luigi Comencini.
  - Le témoin
  - Il malato imaginario
- 1980: Io e Caterina
- 1981
  - El marqués del Grillo (Il marchese del Grillo)
  - Io so che tu sai che io so
- 1982: In viaggio con papà
- 1983: Il tassinaro
- 1984
  - Bertoldo, Bertoldino e Cacasenno
  - Tutti dentro
- 1985
  - Sono un fenómeno paranormale
  - Troppo forte
- 1987: Un tassinaro a New York
- 1988: Una botta di vita
- 1989
  - I promessi sposi ("Los novios", miniserie de TV) sobre la novela de Alessandro Manzoni con estrellas como Franco Nero
  - El avaro (L'avaro)
- 1990: In nome del popolo sovrano
- 1991: Vacaciones cornutas en St. Moritz (Vacanze di Natale '91)
- 1992: Assolto per aver commesso il fatto
- 1994: Nestore, l'ultima corsa
- 1995: Historia de un pobre hombre (Romanzo di un giovane povero)
- 1998: Encuentros prohibidos (Incontri proibiti)

### Como director
- 1966: Smoke Over London
- 1966: El gran amante
- 1967: Un italiano in America
- 1969: Amor mío, ayúdame
- 1970: Tres parejas
- 1973: Esa rubia es mía
- 1974: Finché c'è guerra c'è speranza (Mientras hay guerra hay esperanza)
- 1976: Común sentido del pudor
- 1978: Vicios de verano (episodio Le vacanze intelligenti)
- 1980: Io e Caterina
- 1981: Io so che tu sai che io so
- 1982: In viaggio con papà
- 1983: Il tassinaro
- 1984: Tutti dentro
- 1987: Un tassinaro a New York
- 1992: Assolto per aver commesso il fatto
- 1994: Nestore, l'ultima corsa
- 1998: Encuentros prohibidos

## Teatro

### Actor de teatro
- 1936-1937: San Giovanni, Compañía de Aldo Fabrizi y Anna Fougez.
- 1938-1939: Ma in campagna è un'altra... rosa, Compañía de Guido Riccioli y Nanda Primavera.
- 1941-1942: Tutto l'oro del mondo, Compañía de Guido Fineschi y María Donati.
- 1942-1943: Teatro della caricatura, junto a Fanfulla.
- 1943-1944: Ritorna Za-Bum, di Marcello Marchesi, dirigido por Mario Mattòli.
- Sai che ti dico?, de Marcello Marchesi, dirigido por Mario Mattòli.
- 1944-1945: Un mondo di armonie, revista musical de Alberto Semprini.
- Imputati... alziamoci!, de Michele Galdieri.
- 1945-1946: Soffia so'..., de Pietro Garinei y Sandro Giovannini.
- Soffia so'... n. 2, de Pietro Garinei y Sandro Giovannini.
- 1947-1948: E lui dice..., de Benecoste, dirigido por Oreste Biancoli y Adolfo Celi.
- 1952-1953: Gran baraonda, de Pietro Garinei y Sandro Giovannini, junto a Wanda Osiris.

## Compositor y cantante
- 1966: You never told me (Sordi - Piccioni) cantada por Lydia MacDonald en la película Fumo di Londra y en italiano por Mina con el título Breve amore.
- 1966: Richmond bridge (Sordi - Piccioni) cantada por Lydia MacDonald en la película Fumo di Londra.
- 1973: Ma 'ndo... Hawaii? (Sordi - Piccioni) cantada por Alberto Sordi y Monica Vitti en Esa rubia es mía.

## Premios y distinciones
Festival Internacional de Cine de Venecia
| Año  | Categoría             | Película | Resultado |
| ---- | --------------------- | -------- | --------- |
| 1995 | León de Oro Especial  | -        | Ganador   |
| 2001 | Premio Pietro Bianchi | -        | Ganador   |

Festival Internacional de Cine de Berlín
| Año  | Categoría                   | Película                     | Resultado |
| ---- | --------------------------- | ---------------------------- | --------- |
| 1972 | Oso de Plata al mejor actor | Detenido en espera de juicio | Ganador   |